# The Forest (jeu vidéo)
Pour les articles homonymes, voir The Forest.
The Forest est un jeu vidéo de survie développé et édité par Endnight Games. Le jeu se déroule sur une péninsule isolée et boisée où le personnage joueur Eric Leblanc et son fils Timmy sont les survivants d'un crash d'avion.
Le jeu propose un gameplay non linéaire dans un monde ouvert exploré à partir d'une vue à la première personne, sans aucune mission ou quête, donnant ainsi au joueur davantage d'autonomie quant aux moyens de sa survie.
Le jeu est sorti en accès anticipé sur Windows en mai 2014, et la version finale est sortie en avril 2018. Il est également édité le 6 novembre 2018 sur PlayStation 4.

## Système de jeu
Dans The Forest, le joueur doit survivre après un crash d'avion dans une forêt située sur une péninsule. Le joueur peut créer un abri, des armes, et des outils utiles à la survie. L'île est peuplée de diverses créatures dont une tribu de cannibales mutants qui vivent dans des villages et dans des grottes souterraines.
Bien qu'ils ne soient pas nécessairement hostiles envers le joueurs, ils se montrent souvent agressifs, surtout la nuit. Les développeurs ont voulu que le joueur s'interroge et se demande qui de la tribu ou du joueur étaient les véritables cannibales de l'île. Lors du premier contact entre le joueur et la tribu par exemple, les cannibales peuvent hésiter à l'attaquer, l'observer et essayer de communiquer avec lui à travers des effigies, tout en envoyant des patrouilles autour de son camp de base.
Au cours d'un combat les cannibales chercheront à se protéger mutuellement, à encercler le joueur, à se mettre à couvert, à évacuer leurs blessés, ils prennent des décisions tactiques, gardent leurs distances, ne s'aventurent pas trop loin en territoire inconnu et peuvent parfois se rendre. Ils sont également effrayés par le feu et renonceront parfois à s'approcher du joueur s'il y a un feu de camp ou une torche à proximité. Bien qu'il n'y ait pas de missions, le jeu dispose d'une fin optionnelle.
Lors de l'exploration des grottes souterraines le joueur pourra rencontrer des créatures mutantes ou des nourrissons difformes. Un cycle jour/nuit rythme le jeu, il permet au joueur de construire des abris, de collecter des ressources afin de se préparer à repousser les attaques des créatures durant la nuit.

## Intrigue
Au début du jeu Eric Leblanc et son fils Timmy Leblanc se trouvent assis dans un avion qui s'écrase subitement sur une péninsule boisée. Le joueur et son fils survivent à l'accident mais le joueur assiste impuissant à la capture de son fils par un inconnu couvert de peintures de guerre rouges. Ainsi, le joueur ne doit pas seulement assurer sa survie mais également partir à la recherche de son fils. Il peut trouver des indices dans la forêt, en surface, qui l'aideront à retrouver son fils ainsi que dans de profondes grottes souterraines où se déroule la plus grande partie de l'histoire. 
Le joueur finit par découvrir un laboratoire souterrain abandonné, où était menées des recherches sur un artéfact capable de ramener les morts à la vie grâce au sacrifice d'un enfant. Le joueur découvre que le ravisseur de son fils a pour but de le sacrifier afin de ressusciter sa fille. Il échoue cependant à l'en empécher à temps, découvrant son fils mort dans l'artefact et le ravisseur mort, tué par sa fille. Celle-ci, morte depuis trop longtemps, s'est en effet transformée en mutante à l'image des autres créatures qui peuplent la péninsule. Le joueur doit l'affronter et la tuer, puis tenter ensuite d'utiliser son corps pour ranimer son fils, en vain puisque le processus requiert le sacrifice d'un être vivant. En explorant le laboratoire, le joueur tombe sur un deuxième artéfact, capable de faire s'écraser les avions à proximité, et comprends qu'il s'agit de la cause du crash initial. Le joueur est alors confronté à deux fins possibles : soit utiliser cet artéfact pour provoquer un autre crash d'avion qui lui permettra de sacrifier une vie pour ranimer son fils, soit désactiver l'artefact. En cas de désactivation, le joueur peut reprendre le contrôle du personnage et continuer un gameplay craft et survie. Une courte cinématique le montre brulant la photo de son fils et l'abandonnant au vent, symbolisant son deuil.
Si l'artefact est utilisé, une cinématique montre le crash de l'avion. Un an plus tard, le joueur et son fils ont apparemment été sauvés, et ils sont invités sur un talk-show pour faire la promotion d'un livre que le joueur a écrit, relatant son expérience. Cependant, durant l'émission, le fils du joueur s'effondre et commence à avoir une crise d'épilepsie, similaire à celle de la jeune fille rencontrée sur l'île, montrant ainsi que l'enfant est sujet à ces mutations. Après avoir été pris dans les bras de son père, l'enfant finit cependant par se maitriser. La scène reprend une dizaine d'années plus tard. On y retrouve Timmy a New York devenu alcoolique et obsédé par l'île mystérieuse et un « second site ». Durant les derniers moment de la cinématique on le voit lutter contre les mutations similaires à celles de la jeune fille que son père avait tué une dizaine d'années auparavant pour le sauver.

## Développement
The Forest a été inspiré par des films culte tels que The Descent et Cannibal Holocaust et les jeux vidéo comme Don't Starve, et a été plébiscité sur Steam Greenlight en 2013. Les développeurs d'Endnight Games précisent que Disney entre autres a été une source d'inspiration pour le jeu, expliquant qu'ils ne souhaitaient pas rendre le jeu totalement sombre et déprimant." Le jeu est conçu pour être compatible avec l'Oculus Rift, un casque de réalité virtuelle. Après l'ajout d'un mode co-op au cours du développement, l'équipe a déclaré qu'ils souhaitaient que le jeu se démarque des autres jeux de type MMORPG, tels que DayZ et Rust.
L'équipe de développement a une expérience dans les effets visuels au cinéma, ils ont notamment travaillé sur des films tels que The Amazing Spider-Man 2 et Tron: l'Héritage. Le jeu a été initialement développé à l'aide du moteur de jeu Unity 4, il a ensuite bénéficié d'Unity 5 à partir de la mise jour d'avril 2015. Disponible ultérieurement en accès anticipé, le jeu a été finalisé pour Windows le 30 avril 2018, et est également disponible pour la PlayStation 4 à partir du 6 novembre 2018,.
Les développeurs annoncent à l'occasion des Game Awards 2019 une suite au jeu intitulée Sons of the Forest. Le 23 décembre 2020 est publié le trailer du jeu dans lequel est fait l'annonce d'une sortie prévue courant 2021.
Endnight Games annonce le 31 août 2022 un report de la sortie du jeu Sons of the Forest initialement prévu pour octobre 2022. Le jeu est sorti en Early Access sur PC le 23 février 2023.

## Accueil
Le jeu a reçu un accueil favorable lorsqu'il était en accès anticipé,. En date du 5 novembre 2018, le jeu s'est vendu à 5,3 millions d'exemplaires.